# Алекс Тарант
Алекс Тарант Кепа (енгл. Alexander Tarrant-Keepa; 1990) је новозеландски телевизијски и филмски глумац.
Тарант је познат по улози посебног агента Каја Холмана у серији Морнарички истражитељи: Хаваји.